# كاساوكا (أوكاياما)
مدينة كاساوكا (بالإنجليزية: Kasaoka)‏ هي أحد المدن التابعة لمحافظة أوكاياما. تأسست رسميًا في 01/04/1952. ويقدر عدد سكانها بـ 55987 نسمة حسب تقدير مكتب الإحصاء الياباني لعام 2012. تبلغ مساحة كاساوكا 136.03 كم2. بكثافة سكانية تبلغ 412 نسمة/كم2.

## توأمة
لكاساوكا (أوكاياما) اتفاقيات توأمة مع:
- أودا